# さいたま商工会議所

浦和区の商工会議所会館

さいたま商工会議所（さいたましょうこうかいぎしょ）は、埼玉県さいたま市浦和区に所在する市の商工会議所。本部はさいたま商工会議所会館にある。

## 概要
商工会議所法に基づき運営されている。総務本部が浦和区高砂（旧浦和市商工会議所）に置かれており、業務本部として大宮区桜木町（旧大宮商工会議所）にも支部が置かれている。
さいたま市と共同で開催する見本市「コラボさいたま」や、ポータルサイト「マイタウンさいたま」などの事業展開が行なわれている。
商工会館6階には法テラス埼玉法律事務所も入居している。

## 沿革
- 1893年（明治26年） - 浦和商工会が設立。
- 1946年（昭和21年） - 社団法人浦和商工会議所となる。
- 1954年（昭和29年）11月 - 特殊法人の認定を受ける。
- 1964年（昭和39年） - 現在浦和コルソなどがある場所に事務所があったが、新築された名店センター（仲町1－4－10）内に移転。
- 1995年（平成7年）2月 - 旧浦和市商工会議所が名店センターから現在地に新築移転。
- 2001年（平成13年）5月1日 - 浦和市、与野市、大宮市が合併してさいたま市が誕生。
- 2004年（平成16年）4月1日 - 浦和商工会議所が大宮商工会議所と与野商工会議所と合併してさいたま商工会議所が設立される。本部は浦和商工会議所を総務本部、大宮商工会議所を業務本部として引き続き使用している。初代会頭には旧与野商工会議所会頭が選出された。[1]
- 2005年（平成17年）4月1日 - 岩槻市がさいたま市に編入される。
- 2006年（平成18年）4月1日 - 岩槻商工会議所をさいたま商工会議所に編入合併。

## 歴代会頭
- さいたま商工会議所
  - 初代会頭　平沼康彦 - 埼玉トヨペット代表取締役会長（中央区）
  - 二代会頭　川本宜彦 - サイサン会長（大宮区）
  - 三代会頭　松永功 - 松永建設会長（岩槻区）
  - 四代会頭　佐伯鋼兵 - 佐伯紙工所代表取締役（浦和区）
  - 五代会頭　池田一義 - 埼玉りそな銀行代表取締役社長（浦和区）
- 浦和商工会議所
  - 長島恭助 - 埼玉銀行会長
  - 吉野重彦 - あさひ銀行特別顧問[2]、元頭取

- 大宮商工会議所
  - 山口大
  - 樋爪龍太郎

- 与野商工会議所
  - 平沼康彦

- 岩槻商工会議所
  - 関根忠一

## 事業所所在地
総務本部（総務課／経理課／会員サービス課／政策企画推進課／情報政策課）・浦和支所（旧：浦和商工会議所）
- さいたま市浦和区高砂3-17-15　さいたま商工会議所会館3階

業務本部 （産業振興課／検定研修センター／業務サポートグループ）・大宮支所（旧：大宮商工会議所）
- さいたま市大宮区桜木町1-7-5 ソニックシティビル8階

与野支所（旧：与野商工会議所）
- さいたま市中央区下落合5-4-3 さいたま市産業文化センター5階

岩槻支所（旧：岩槻商工会議所）
- さいたま市岩槻区本町5-6-44 岩槻商工会館

## さいたま小町・源氏
さいたま小町（女性の場合）、さいたま源氏（男性の場合）は、さいたま商工会議所・青年部が公募する市商工業イメージアップキャラクターである。
2008年秋より選出されているが、さいたま源氏はいまだ選出されていない。2019〜20年度で12代目となる。選出された者は「（選出者の名前）小町」・「（選出者の名前）源氏」と呼ばれ、任期中はさいたま観光大使を務めることになる。名称は、さいたま市議会議員（当時）の沢田力（さわだ つとむ）による。